# Cyrus Sadri
Cyrus Sadri (* 1. Juni 1970 in Andernach) ist ein deutscher Rundfunkmoderator und Berufspilot.

## Biografie
Begonnen hat Sadri seine Karriere im Rahmen eines Auslandsaufenthalts in den USA 1988 als Nachtmoderator bei WRFL in Lexington, Kentucky. Zurück in Deutschland begann er noch während seiner Schulzeit mit ersten Radiojobs u. a. beim Offenen Kanal Hamburg, Radio Hamburg und zog 1990 nach Saarbrücken, um dort bei Radio Salü zu moderieren.
1992 wechselte er zu 104.6 RTL nach Berlin, wo er anderthalb Jahre als Musikredakteur und Moderator tätig war. 1994 begann er noch vor dem offiziellen Sendestart seine Tätigkeit bei N-Joy, dem jungen Hörfunkprogramm des NDR. In den Jahren 2001 bis 2002 arbeitete er kurz bei Radio Bremen, wo er gemeinsam mit seiner Frau Daniela Sadri die Sendung „Sadri & Sadri“ bei Bremen 4 moderierte.
2002 wechselte er zurück zu N-Joy und begann zeitgleich die Ausbildung zum Berufspiloten, die er 2004 abschloss. Seit 2005 arbeitete er hauptberuflich als Copilot zunächst bei Austrian Arrows in Wien, ab April 2007 bei Air Berlin, ab Februar 2018 als Flugkapitän bei Germania und ab 2019 bei der spanischen Fluggesellschaft Volotea.
Bis Juni 2017 moderierte er noch gelegentlich bei N-Joy, ist aber dort nicht mehr zu hören.

## Werke
- Flugbilder 2023, Wandkalender. Calvendo, Unterhaching 2022.
- Grönland von oben. Wandkalender. Calvendo Natur, Unterhaching 2021.